# Dragan Ilić Di Vogo
Dragan Ilić Di Vogo (Beograd, 1962) srpski je slikar hiperrealizma, magičnog realizma, fantastike i nadrealizma.
Predstavnik je magičnog realizma, fantastike i nadrealizma koji je zastupljen u antologiji magičnog realizma koja se pojavila pod nazivom „Dreamscape” i koja ima precizan podnaslov „The best of imaginary realism”.

## Biografija
Rođen je 7. septembra 1962. godine u Beogradu. Profesionalno se bavi slikarstvom od 1990. godine, a 2001. godine stiče zvanje samostalnog umetnika.
Član je udruženja Art of Imagination i likovne grupe LIBELULLE.
Srpski likovni kritičar Đorđe Kadijević između ostalog o Di Vogu kaže sledeće:
“Di Vogova slikarska imaginacija natopljena je fluidom poetske osećajnosti. Ovaj slikar durbinski oštrog opažanja stvari ne teži jakim, šokantnim efektima, karakterističnim za stil slikarstva nadrealista. Di Vogova fantastika prožeta je atmosferom lirskog doživljaja. Slika mogućeg u Di Voga sugeriše stanje nekonfliktne koincidencije i apatične simultanosti događanja, bez traga spoljne destrukcije, bez apokaliptičnog predosećanja.

Poetsko fantastični karakter Di Vogove slike ukazuju na svoj način da pojava ove vrste figuracije u beogradskom slikarskom krugu nije nastala bez korena. U dubljem pozađu te pojave stoji slikarstvo beogradske Mediale, a njen bliži oslonac čini nova figuracija iz sedamdesetih.
Veselin Mišnić:
Di Vogo je sebi postavio zadatak da je od izuzetne važnosti nužno izraziti sadržinu podsvesti, afektivne i emotivne odnose čoveka i materije sa nama poznatim svetom. Naime, združujući psihoanaliticki i materijalistički metod, gledajuci na stvarnost poetski, ono sto ovaj umetnik sagledava stapa se u sumu simbola koji su u stvari sublimacija zelje, libida, mozda i straha, pred enigmom koja podrazumeva integritet predmeta, ali i naslucuje posledice. Di Voga REALNO vise zanima kao konstanta duha, života i umetnosti, a ne kao odrednica prepoznavanja i usmeravanja.
Zoran Nastić:
Di Vogovo lično, likovno kodiranje erotskog i metafizičkog sadržaja teži stvaranju specificne amblematike prizora gde se verbalno pretvara u fotografsku realnost, kao nadgradnja fotografskog faktografskog predloska. Na slikama prikazuje takve aspekte realnosti koji balansiraju izmedju privida i moguceg, gde paradoksi nekih situacija i medjuodnosa likovnih elemenata daju dramatičan ili čak scenografski karakter prizora sa novom metafizickom psihologijom slike. Di Vogo stvara sliku koja postaje kristal jednog prefinjenog senzibiliteta za paralelnu realnost, paradoksa i novog značenja.
Dejan Đorić:
Di Vogova lična i stvaralačka veličina, ali i drama, jeste u tome bogotražiteljski veruje u idealnu lepotu.

## Samostalne izložbe
- 1991. – „Lary Art Galerie”, Beč
- 1996. – Galerija „73”, Beograd
- 1999. – Galerija „SKC”, Beograd
- 2003. – Galerija „Helena”, Beograd
- 2003. – Galerija „Dar-Mar”, Beograd
- 2005. – Galerija Kulturnog centra Rakovica
- 2005. – Galerija savremene umetnosti Narodnog muzeja, Smederevska Palanka
- 2005. – „Conquest of Happiness”, Galerija Progres, Beograd
- 2006. – Galerija „Helena”, Beograd
- 2006. – Galerija „Na bulevaru”, Beograd
- 2008. – Galerija „Helena”, Beograd
- 2010. – Galerija „Helena”, Beograd
- 2011. – Galerija „Helena”, Beograd
- 2012. — Galerija SKC Novi Beograd, Beograd
- 2012. — Kulturni centar, Mladenovac
- 2013. — Galerija „73”, Beograd

## Važnije izložbe
- 2007. – Animals in Imaginary Realism, Gallery „Princess of Kiev”, Nica, Francuska
- 2009. – Sacred Art Exhibition, „Lofthouse Gallery“, Vesobrun, Nemačka
- 2009. – Dante’s Divine Comedy, Sæby, Danska
- 2009. – Dante’s Divine Comedy, Fihtah, Nemačka
- 2010. – IPAX 2010 Dalis Erben+Freunde, Fihtah, Nemačka
- 2012. – THE HEIRS OF DALI, Phantasten Museum, Beč, Austrija
- 2014. – International Contemporary Art, Art Revolution Taipei, Tajpej, Tajvan
- 2014. – Comparaisons Art exibition, Grand Palais, Pariz, Francuska
- 2015. – Comparaisons Art exibition, Grand Palais, Pariz, Francuska
- 2017. – Comparaisons Art exibition, Grand Palais, Pariz, Francuska

## Knjige
- U Ateljeu – Vesna Majher, Vesna Majher, 2001.
- Galerija Helena 1, Galerija Helena, 2008.
- Galerija Helena 2, Galerija Helena
- 33 x Kako postati slikar – Branislav Kovač, Dobra knjiga, 2014.
- Dreamscape 1 – The Best of the Imaginary realism, SalBru piblish, 2006.
- Dreamscape 2 – The Best of the Imaginary realism, SalBru piblish, 2007.
- BIRO Collection – Contemporary figurative paintings, Birograf comp. 2008.
- Stvarnost umetnosti – Dejan Đorić, Beoknjiga i Barti, 2008.
- Imaginaire 1 – Magic Realism 2008—2009, Fantasmus-Art, 2008.
- Imaginaire 2 – Magic Realism 2008—2009, Fantasmus-Art, 2009.
- Dante - The Divine Comedy, - Fantasmus-Art, 2009.
- iPAX 2010 – Dalis Erben + Freunde DALIS ERBEN im Phantasten Museum Wien, Stadt Viechtach, 2010.
- Dalis Erben, Peter Proksch, 2012.
- Art Revolution Taipei, Art Revolution Taipei, 2014.
- Comparaisons 2014, Sepec, 2014.
- Comparaisons 2015, Sepec, 2015.
- Masters of contemporary art, Art Galaxie 2015.
- Comparaisons 2017, Sepec, 2017.
- Libellule - Divinities half-human half-beast, Libellule Art International, 2018.

## Nagrade i priznanja
- Nagrada „Dimitrije Mitrinović”, 2013. za izuzetan doprinos srpskoj kulturi i očuvanju lepih umetnosti, dodeljuje „Ars Longa” - fond za očuvanje lepih umetnosti

## Galerija
- Dok su drugi spavali, 100×70 cm, akril-ulje na platnu, 2017.
- Artemida, 100×70 cm, akril-ulje na platnu, 2018.
- Miris, 100×70 cm, akril-ulje na platnu, 2018.
- Obećanje, 80×60 cm, akril-ulje na platnu, 2018.
- Zona 1, 100×70 cm, akril-ulje na platnu, 2019.
- Izolda, 40×30 cm, akril-ulje na platnu, 2020.
- Strasni Lorenco, 65×54 cm, akril-ulje na platnu, 2020.
- Sve je u duhu, 65×54 cm, akril-ulje na platnu, 2020.

## Spoljašnje veze
- Zvanična prezentacija
- „Di Vogo art”. Saatchi art. Приступљено 28. 12. 2020.
- „Драган Илић Ди Вого(Dragan Ilic Di Vogo)”. KFA. Приступљено 28. 12. 2020.
- „Caskanje: Di Vogo (Dragan Ilic) 20. mart SOS kanal”. You Tube. Приступљено 28. 12. 2020.
- „Studio B emisija Skica epizoda 83”. You Tube. Приступљено 28. 12. 2020.